# Robert S. Langer
Robert Langer (Albany, Nueva York, 29 de agosto de 1948) es un ingeniero estadounidense conocido por su investigación en el mundo de los nanomateriales y ser el del padre de la liberación inteligente de fármacos.

## Biografía
Robert Langer nació en Albany, estado de Nueva York en 1948. Se licenció en ingeniería Química realizando sus estudios postdoctorales en Medicina. Esto marcó su rumbo de futuras investigaciones, situadas en la frontera entre la ciencia de materiales y la biotecnología.
Está considerado el padre de la liberación inteligente de fármacos, por el desarrollo de novedosos materiales biomiméticos en forma de polímeros, nanopartículas o chips, que posibilitan la distribución controlada de fármacos por el cuerpo humano. Esto permite el transporte seguro y la administración de las dosis justas y controladas de medicamentos, incidiendo directamente en las células malignas y permitiendo una liberación prolongada en el tiempo, lo que aumenta notablemente su eficacia. Sus investigaciones han permitido tratar con éxito varios tipos de cáncer, como el de próstata y cerebro. También es uno de los pioneros en la ingeniería de tejidos, al lograr la reconstrucción y el crecimiento controlado de tejidos y órganos mediante novedosos materiales biodegradables que sirven de soporte.
Es profesor del Instituto Tecnológico de Massachusetts (MIT) y director en este mismo centro de un laboratorio de ingeniería biomédica.
Reconocido por la comunidad científica como uno de los investigadores más innovadores e interdisciplinares, Robert Langer posee la Medalla Nacional de Ciencias de Estados Unidos, además de numerosos galardones entre los que destacan el Premio de la Fundación Gairdner (Canadá, 1996), el Dickson Prize (EE. UU., 2002), el Nagai (Japón, 2002), el John Fritz (EE. UU., 2003), el Harvey (Israel, 2003) y el Dan David (Israel, 2005).
En 2008 consigue tres premios importantísimos: el Max Planck (Alemania, 2008), el Premio de Tecnología del Milenio (Finlandia, 2008), considerado el Nobel de Tecnología, y el Premio Príncipe de Asturias de Investigación Científica y Técnica.
Fue galardonado en 2012 con la medalla Priestley, concedida por la American Chemical Society. En 2013 consigue el Premio Wolf en Química, el segundo premio en importancia en este campo después del Nobel.
Miembro de las Academias Nacionales estadounidenses de Ciencias e Ingeniería, es autor de más de 1000 artículos publicados en las revistas científicas más prestigiosas del mundo y tiene registradas 600 patentes.